# Стрільба на літніх Олімпійських іграх 1912
Змагання зі стрільби на літніх Олімпійських іграх 1912 у Стокгольмі тривали з 29 червня до 4 липня. Змагалися лише чоловіки. Розіграно 18 комплектів нагород.

## Медальний залік
| Дисципліна                                                       | Золото | Срібло | Бронза |
| ---------------------------------------------------------------- | --- | --- | --- |
| Швидкісний пістолет, 30 метрів                                   | Алфред Лейн (USA)                                                                                           | Пауль Пален (SWE)                                                                                            | Юган Гюбнер фон Гольст (SWE)                                                                                                 |
| Швидкісний пістолет серед команд, 30 метрів                      | Швеція (SWE) Ерік Карлберг Вільгельм Карлберг Юган Гюбнер фон Гольст Пауль Пален                            | Російська імперія (RU1) Амос Каш Микола Мельницький Гергій Пантелеймонов Павло Войлошников                   | Велика Британія (GBR) Г'ю Дюранс Алберт Кемпстер Горейшіо Поултер Чарлз Стюарт                                               |
| Довільний пістолет, 50 метрів                                    | Алфред Лейн (USA)                                                                                           | Пітер Долфен (USA)                                                                                           | Чарлз Стюарт (GBR) |
| Довільний пістолет серед команд, 50 метрів                       | США (USA) Джон Діц Пітер Долфен Алфред Лейн Гаррі Сірс                                                      | Швеція (SWE) Ерік Бустрем Ерік Карлберг Вільгельм Карлберг Ґеорґ де Лаваль                                   | Велика Британія (GBR) Г'ю Дюрант Алберт Кемпстер Горейшіо Поултер Чарлз Стюарт                                               |
| Гвинтівка лежачи, 50 метрів                                      | Фредерік Герд (USA)                                                                                         | Вільям Мілн (GBR)                                                                                            | Генрі Берт (GBR) |
| Довільна гвинтівка серед команд, 300 метрів                      | Швеція (SWE) Карл Б'єркман Ерік Блумквіст Моріц Ерікссон Гуґо Юганссон Густав Адольф Юнссон Бернард Ларссон | Норвегія (NOR) Альберт Гельґеруд Ейнар Ліберґ Естен Естенсен Олаф Сетер Оле Сетер Ґудбран Скаттебе           | Данія (DEN) Нільс Андерсен Єнс Гайслунд Лауріц Ларсен Нільс Ларсен Ларс Мадсен Оле Ольсен                                    |
| Довільна гвинтівка з трьох положень, 300 метрів                  | Поль Коля (FRA)                                                                                             | Ларс Мадсен (DEN)                                                                                            | Нільс Ларсен (DEN) |
| Довільна гвинтівка, 600 метрів                                   | Поль Коля (FRA)                                                                                             | Карл Осберн (USA)                                                                                            | Джон Джексон (USA) |
| Армійська гвинтівка з трьох положень, 300 метрів                 | Шандор Прокопп (HUN)                                                                                        | Карл Осберн (USA)                                                                                            | Енґебрет Скоґен (NOR) |
| Армійська гвинтівка серед команд                                 | США (USA) Гаррі Адамс Аллан Бріґґс Корнеліус Бердетт Джон Джексон Карл Осберн Воррен Спраут                 | Велика Британія (GBR) Генрі Берр Артур Фултон Гаркорт Оммундсен Едвард Парнелл Джеймс Рід Едвард Скілтон     | Швеція (SWE) Карл Б'єркман Теннес Б'єркман Моріц Ерікссон Вернер Єрнстрем Оле Ольсен Бернард Ларссон                         |
| Дрібнокаліберна гвинтівка, 25 метрів                             | Вільгельм Карлберг · Швеція                                                                                 | Юган Гюбнер фон Гольст · Швеція                                                                              | Ґідеон Ерікссон · Швеція |
| Дрібнокаліберна гвинтівка серед команд, 25 метрів                | Швеція (SWE) Ґустав Бойве Ерік Карлберг Вільгельм Карлберг Юган Гюбнер фон Гольст                           | Велика Британія (GBR) Вільям Мілн Джозеф Пепе Вільям Пімм Вільям Стайлс                                      | США (USA) Фредерік Герд Вільям Лойшнер Вільям Мак-Доннелл Воррен Спраут                                                      |
| Дрібнокаліберна гвинтівка серед команд, 50 метрів                | Велика Британія (GBR) Едвард Лессімор Роберт Мюррей Джозеф Пепе Вільям Пімм                                 | Швеція (SWE) Ерік Карлберг Вільгельм Карлберг Артур Нордесван Рубен Ертеґрен                                 | США (USA) Фредерік Герд Вільям Лойшнер Карл Осберн Воррен Спраут                                                             |
| Олень, що біжить, одиничними пострілами, 100 метрів              | Альфред Сван · Швеція                                                                                       | Оке Лундеберг · Швеція                                                                                       | Несторі Тойвонен · Фінляндія                                                                                                 |
| Олень, що біжить, подвійними пострілами, 100 метрів              | Оке Лундеберг · Швеція                                                                                      | Едвард Бенедікс · Швеція                                                                                     | Оскар Сван · Швеція |
| Олень, що біжить, одиничними пострілами серед команд, 100 метрів | Швеція (SWE) Пер-Улоф Арвідссон Оке Лундеберг Альфред Сван Оскар Сван                                       | США (USA) Вільям Лойшнер Вільям Ліббі Вільям Мак-Доннелл Волтер Вайненс                                      | Фінляндія (FIN) Аксель Фредрік Лонден Ернст Розенквіст Несторі Тойвонен Ійвар Вяянянен                                       |
| Трап                                                             | Джеймс Ґрем · США                                                                                           | Альфред Ґельдель · Німеччина                                                                                 | Гаррі Блау · Російська Імперія                                                                                               |
| Трап серед команд                                                | США (USA) Чарлз Біллінґс Едвард Ґлісон Джеймс Ґрем Френк Голл Джон Гендрікссон Ралф Споттс                  | Велика Британія (GBR) Джон Батт Вільям Ґросвернор Гаролд Гамбі Александер Мондер Чарлз Палмер Джордж Вітакер | Німеччина (GER) Альфред Ґельдель Горст Ґельдель Ерланд Кох Альберт Пройс Еріх Ґраф фон Бернсторфф Франц фон Цедліц унд Ляйпе |

## Країни-учасниці
Змагалися 284 стрільці з 16-ти країн:
- Австрія (7)
- Канада (3)
- Чилі (2)
- Данія (14)
- Фінляндія (19)
- Франція (19)
- Німеччина (11)
- Велика Британія (38)
- Греція (9)
- Угорщина (10)
- Нідерланди (1)
- Норвегія (28)
- Російська Імперія (26)
- Південно-Африканська Республіка (8)
- Швеція (63)
- США (26)

## Таблиця медалей
| Місце                | Країна                | Золото | Срібло | Бронза | Загалом |
| -------------------- | --------------------- | ------ | ------ | ------ | ------- |
| 1                    | Швеція (SWE)          | 7      | 6      | 4      | 17      |
| 2                    | США (USA)             | 7      | 4      | 3      | 14      |
| 3                    | Франція (FRA)         | 2      | 0      | 0      | 2       |
| 4                    | Велика Британія (GBR) | 1      | 4      | 4      | 9       |
| 5                    | Угорщина (HUN)        | 1      | 0      | 0      | 1       |
| 6                    | Данія (DEN)           | 0      | 1      | 2      | 3       |
| 7                    | Норвегія (NOR)        | 0      | 1      | 1      | 2       |
| 7                    | Німеччина (GER)       | 0      | 1      | 1      | 2       |
| 7                    | Росія (RUS)           | 0      | 1      | 1      | 2       |
| 10                   | Фінляндія (FIN)       | 0      | 0      | 2      | 2       |
| Загалом (10 збірних) | Загалом (10 збірних)  | 18     | 18     | 18     | 54      |